# Bothriothorax nigripes
Bothriothorax nigripes är en stekelart som beskrevs av Howard 1895. Bothriothorax nigripes ingår i släktet Bothriothorax och familjen sköldlussteklar. Inga underarter finns listade.